# ヒルデブランド・アリントン (第5代アリントン男爵)
第5代アリントン男爵ヒルデブランド・アリントン（英語: Hildebrand Alington, 5th Baron Alington、1641年8月3日（洗礼日） – 1723年2月11日）は、アイルランド王国の貴族。

## 生涯
初代アリントン男爵ウィリアム・アリントンとエリザベス・トルマッシュ（Elizabeth Tollemache、1671年4月14日埋葬、第2代準男爵サー・ライオネル・トルマッシュの娘）の息子として生まれ、1641年8月3日に洗礼を受けた。ヒルデブランドという名前はノルマン朝時代の先祖サー・ヒルデブランド・ド・アリントン（Sir Hildebrand de Alington）を記念してつけられたものだった。
1667年6月13日にアリントン男爵の歩兵連隊に入隊、1685年6月20日にハンティンドン卿の歩兵連隊に転じた。
1691年9月18日に兄ウィリアムの息子ジャイルズが死去すると、アイルランド貴族であるキラードのアリントン男爵を継承した。
1700年、爵位の断絶を予想したか領地の一部を売却した。
兄ウィリアム（1685年没）が生前にヒルデブランドに結婚するよう促したにもかかわらず独身を貫き、1723年2月11日に死去、25日に埋葬された。後継者がおらず爵位は断絶した。